# Bitwa o An Lão
Bitwa o An Lão – bitwa wojny wietnamskiej toczona od 7 do 9 grudnia 1964 roku w prowincji Bình Định między żołnierzami Armii Republiki Wietnamu a bojownikami Vietcongu.

## Przebieg wydarzeń
7 grudnia 1964 roku po porannym ataku Vietcong przejął kwaterę główną dystryktu An Lão (482 km od Sajgonu). Bojownicy wspinali się na ogrodzenie otaczające teren kwatery, aby łatwiej trafić granatami w wieżyczki strażnicze. Drugiej fali napastników udało się wtargnąć bezpośrednio do budynków kwatery i przejąć kontrolę. Żołnierze Wietnamu południowego nie pozostali bezradni wobec napotkanej sytuacji i starali się odbić budynek atakami transporterów opancerzonych M113 i jeepów z zamontowanymi karabinami maszynowymi. Oddziały ARVN odzyskały kontrolę nad kwaterą główną dystryktu dopiero po otrzymaniu posiłków przetransportowanych amerykańskimi helikopterami. Bitwa spowodowała około 300 ofiar śmiertelnych wśród żołnierzy Południowego Wietnamu, 2 zgony Amerykanów i zmusiła aż 7 000 mieszkańców wioski do opuszczenia swoich domów. Vietcong stracił 150 ludzi.